# Waking Sleeping Beauty
Pour plus de détails, voir Fiche technique et Distribution.
Waking Sleeping Beauty est un film documentaire américain réalisé par Don Hahn, sorti en 2009. 
Ce documentaire, produit par  Walt Disney Pictures, raconte comment les Studios Disney sont passés du Dark Age à une glorieuse ère appelée la Renaissance Disney entre les années 1984 et 1994,

## Fiche technique
- Titre français : Waking Sleeping Beauty
- Titre original : Waking Sleeping Beauty
- Réalisateur : Don Hahn
- Scénario : Patrick Pacheco
- Photographie :
- Montage : Ellen Keneshea,  Vartan Nazarian, John Damien Ryan
- Musique : Chris Bacon
- Décors :
- Costumes :
- Maquillage :
- Production :
- Société de production : Walt Disney Pictures
- Société de distribution :
  -  États-Unis : Buena Vista Home Entertainment
  -  France :
- Pays :  États-Unis
- Langue originale : anglais
- Genre : Film documentaire
- Durée : 86 minutes
- Dates de sortie :
  -  États-Unis : 30 novembre 2009
  -  France :

## Distribution
- Michael Eisner : lui-même
- Roy Edward Disney : lui-même
- Jeffrey Katzenberg : lui-même
- Frank Wells : lui-même
- Peter Schneider : lui-même
- Ron Clements : lui-même
- John Musker : lui-même
- Kirk Wise : lui-même
- Gary Trousdale : lui-même
- Randy Cartwright : lui-même
- Alan Menken : lui-même
- Janis Menken : elle-même
- Rob Minkoff : lui-même
- Mike Gabriel : lui-même
- Anna Menken : elle-même
- Aiden Meren : lui-même
- Thomas Schumacher : lui-même
- Howard Ashman : lui-même
- Matilda Ashman : elle-même
- George Scribner : lui-même
- Tim Burton : lui-même
- Tim Rice : lui-même
- Nora Menken : elle-même
- Evan Marden : lui-même
- John Lasseter : lui-même
- Steven Spielberg : lui-même
- Paige Sendler : elle-même
- Eva Ashman : elle-même
- Andreas Deja : lui-même
- Robert Zemeckis : lui-même